# Arnold van Foreest

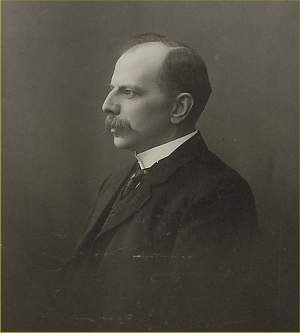
Arnold van Foreest (ca. 1900)

Jhr. Arnold Engelinus van Foreest (Haarlemmermeer, 20 juni 1863 – Apeldoorn, 24 juni 1954) was een Nederlandse schaakmeester en ridder in de Orde van de Nederlandse Leeuw.
Arnold Engelinus werd geboren als zoon van Hendrik Albert van Foreest (1819-1897) en Engelina Arnoldina Quanjer (1830-1903).
Hij was getrouwd met Sophia Louisa van Ringh (1867-1951), dochter van Anthonius Henricus en Grietje Lammerts Hilarides. Zij kregen drie kinderen: Margaretha Antonia (1896-1960), Arnold (1901-1964) en Dirk (1909-1991). Ook broer Dirk was schaakmeester.
Arnold Engelinus was voorzitter van de Landelijke Schaakbond in de jaren 1906-1907, en voorzitter van Schaakclub Utrecht van 1911 tot 1916. Hij won driemaal het Nederlands schaakkampioenschap, namelijk in 1889 te Gouda, in 1893 te Groningen (gedeelde eerste plaats), en in 1902 te Rotterdam.
Van Foreest was van beroep inspecteur bij de PTT.